# Bahnhof Bauma

Der Bahnhof Bauma ist ein Bahnhof in Bauma im Schweizer Kanton Zürich.
Im Trennungsbahnhof zweigt die teils stillgelegte, teils als Museumsbahn genutzte Uerikon-Bauma-Bahn von der Tösstalbahn ab.

## Geschichte
Der Bahnhof Bauma wurde am 4. Mai 1875 als vorläufiger Endbahnhof der Tösstalbahn von Winterthur eröffnet und wurde mit deren Verlängerung nach Wald am 15. Oktober 1876 zum Zwischenbahnhof. Das Aufnahmegebäude wurde entsprechend der Bauart 1. Klasse der Schweizerischen Nationalbahn errichtet. 1881 wurde am Bahnhofplatz gegenüber des Aufnahmegebäudes ein Restaurant gebaut.
Mit der Eröffnung der Uerikon-Bauma-Bahn wurde der Bahnhof 1901 zum Trennungsbahnhof.
In den 1960er Jahren waren im Bahnhof noch über 40 Eisenbahner beschäftigt.